# Synagogue d'Oświęcim

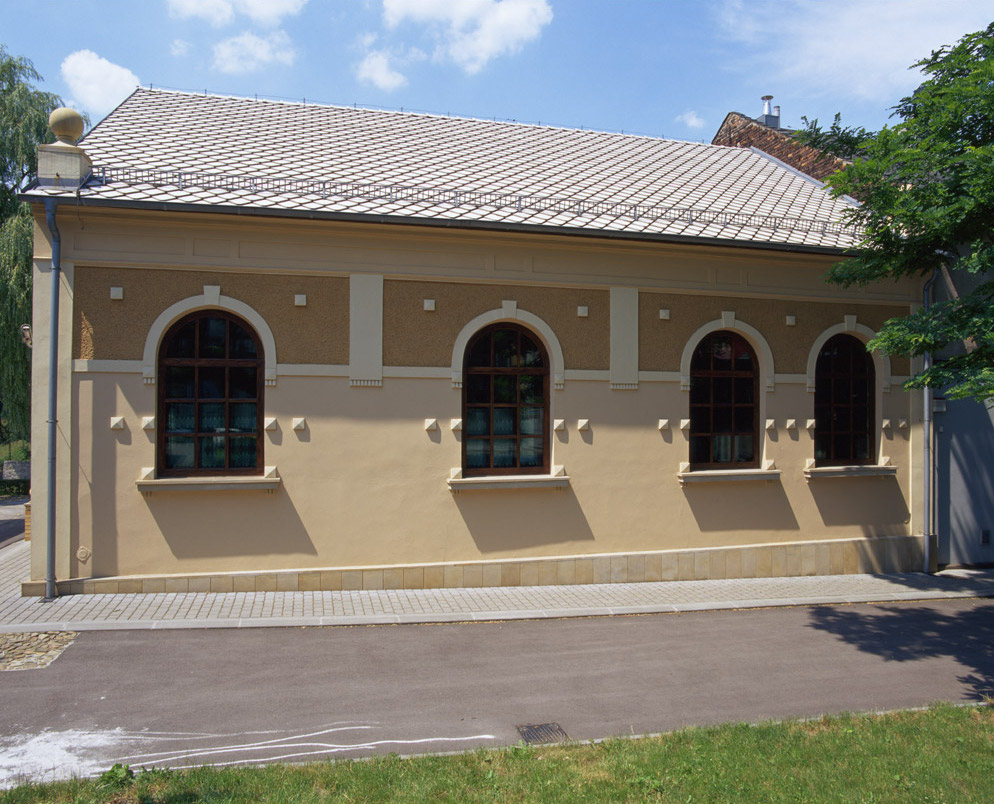
La synagogue après restauration

La synagogue d'Oświęcim, souvent appelée synagogue d'Auschwitz, est la seule synagogue en activité dans la ville d'Oświęcim en Pologne. Son nom exact, tel qu'employé couramment avant la Seconde Guerre mondiale est Chevra Lomdei Mishnayot (en hébreu : « Fraternité de ceux qui étudient la Mishnah »). Située au 5 place du Père Jan Skarbka, anciennement intersection entre la rue de l'Église et la place de l'Hôpital, elle fait maintenant partie du Musée national Auschwitz-Birkenau.

## Histoire de la synagogue
L'idée de construire une synagogue remonte probablement aux environs de 1893, date d'enregistrement de la fraternité Chevra Lomdei Mishnayot. À l'origine, les membres de cette association se réunissent pour prier dans la synagogue hassidique de Chrzanów, distante d'une vingtaine de kilomètres, mais en 1912, la Fraternité décide d'acheter aux époux Joseph et Gizela Glassów un terrain situé place de l'Hôpital et dès 1913 entame les études pour la construction de la synagogue et le transfert du siège de l'association. Retardée par la Première Guerre mondiale, la synagogue est inaugurée en septembre 1918 et fonctionnera jusqu'à l'entrée des troupes allemandes dans Auschwitz en 1939. Une des pièces du bâtiment est aménagée pour l'étude du Talmud.

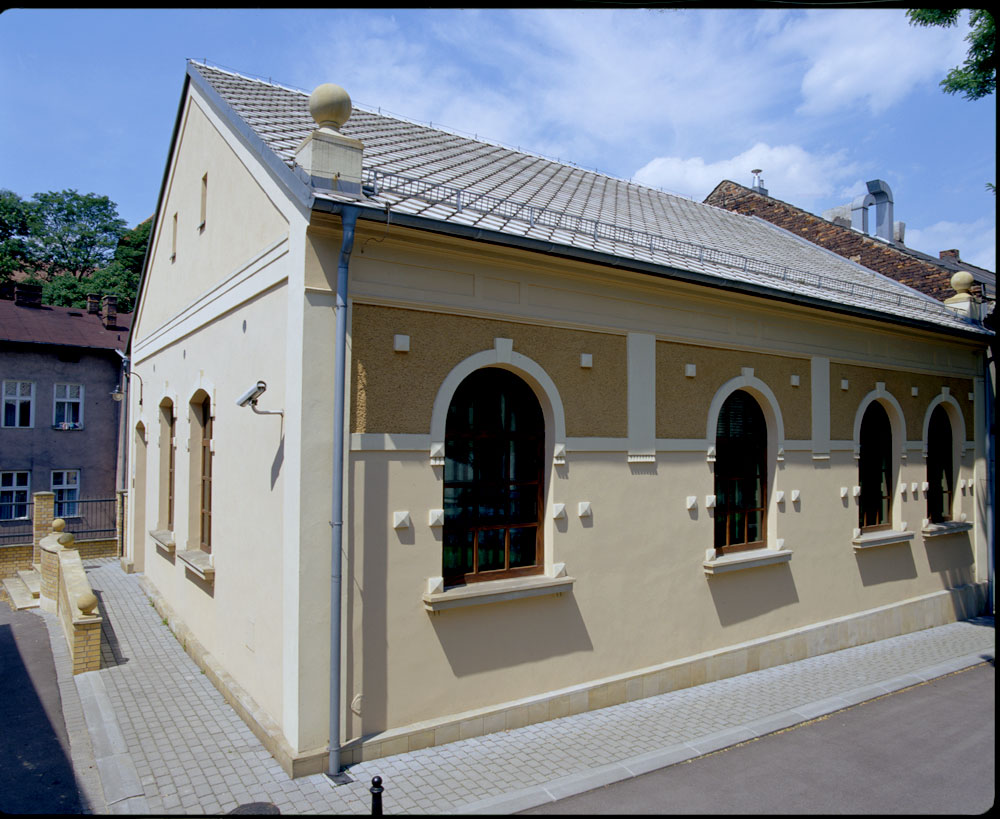
Autre vue de la synagogue

Pendant la Seconde Guerre mondiale, les nazis dévastent l'intérieur de la synagogue et s'en servent comme dépôt de munitions. Après la libération d'Auschwitz par les troupes soviétiques, la synagogue retrouve sa fonction initiale et est utilisée par la petite communauté juive locale. Cependant, à partir de 1955, presque tous les Juifs d'Oświęcim ont quitté la ville, et la synagogue reste abandonnée. L'aménagement intérieur est probablement enlevé et en 1977, le bâtiment de la synagogue est saisi par l'État et sert alors comme local commercial, utilisé entre autres par un grossiste en tapis de 1992 à 1997.
En mars 1998, en vertu de la Loi de 1997 sur la restitution des biens juifs, la synagogue est le premier bâtiment religieux juif à être restitué à la Communauté juive de Bielsko-Biała, puis en juin 1998 transféré à la Fondation du Centre juif d'Auschwitz. Grâce à la fondation, des travaux importants de rénovations sont entrepris du 8 novembre 1999 au 26 juillet 2000. Ainsi la synagogue retrouve son apparence d'origine.
Le 12 septembre 2000, a lieu la réouverture officielle de la synagogue à des fins religieuses et éducatives. Des rouleaux de Torah, offerts par la communauté juive de Great Neck (Long Island – New York), sont déposés dans l'Arche Sainte, et des Mezouzot sont fixées aux portes. L'ancienne salle réservée aux femmes est transformée en hall d'exposition consacrée à l'Oświęcim juive. Le Musée juif (Zydowskie Centrum Edukacyjne) est situé dans un bâtiment  attenant  directement relié à la synagogue. Depuis septembre 2006, il est rattaché au Museum of Jewish Heritage de New York.

## Architecture

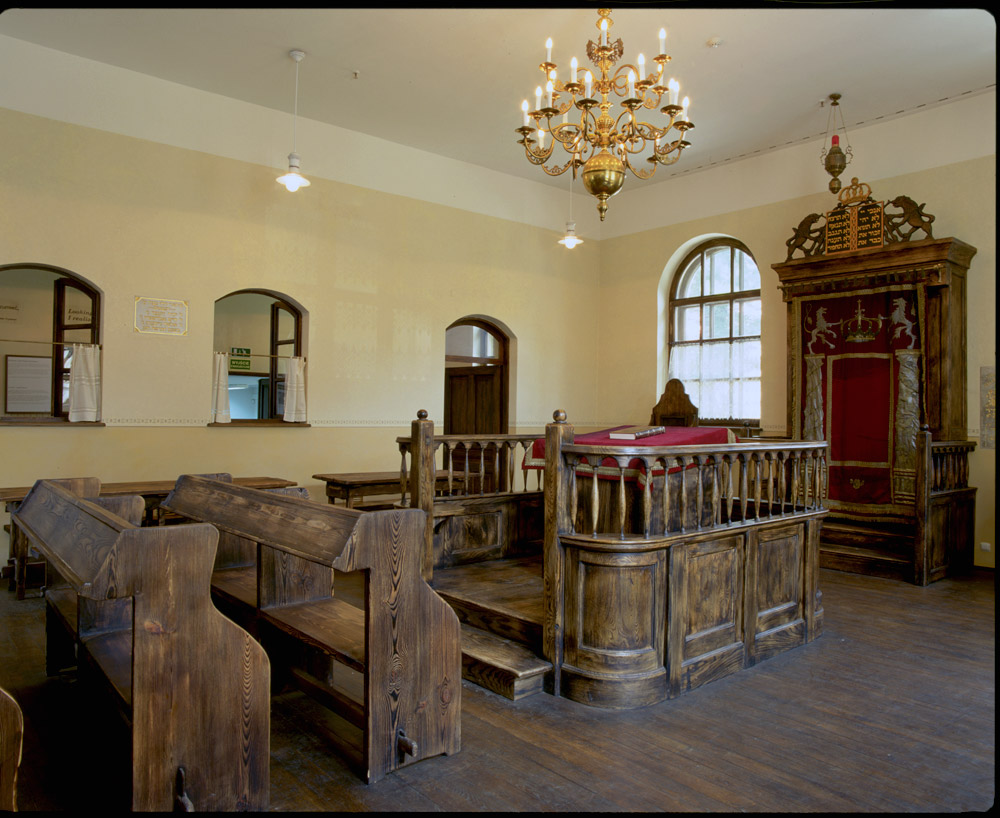
Salle principale

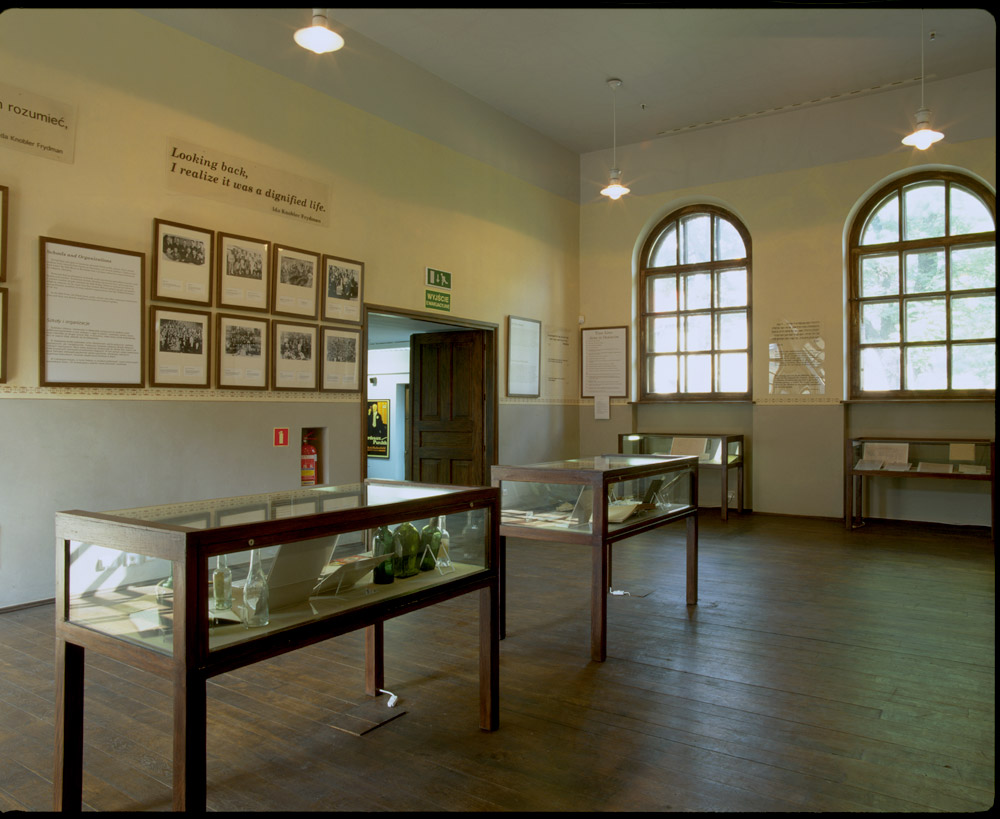
Ancienne salle réservée aux femmes

Le bâtiment en briques est élevé sur un plan rectangulaire. À l'intérieur se trouve une grande salle de prière rectangulaire, avec des meubles en bois, parmi lesquels, l'Arche Sainte sculptée, la Bimah et les bancs. Sur le mur ouest, une petite bibliothèque contient des livres de prières. L'ensemble est éclairé par un grand lustre.
Au nord de cette grande salle, se trouve une salle plus petite, autrefois réservée aux femmes, donnant sur la salle principale par plusieurs petites fenêtres qui permettaient aux femmes de suivre l'office. Sur le mur ouest et sud de cette salle, sont conservés quelques fragments de la peinture originale sous forme de corniche. La salle d'étude du Talmud était auparavant située au grenier. À l'origine, on pénétrait dans la salle de prières principale par une autre porte située dans le mur sud.
La synagogue possède des fenêtres irrégulièrement espacées, celles situées sur les murs est et ouest sont à arc plein-cintre et celles sur le mur sud sont à arc en anse de panier. Le bâtiment est recouvert d'un toit à deux versants.
Deux plaques commémoratives anciennes en hébreu ont survécu au nazisme et au communisme: 

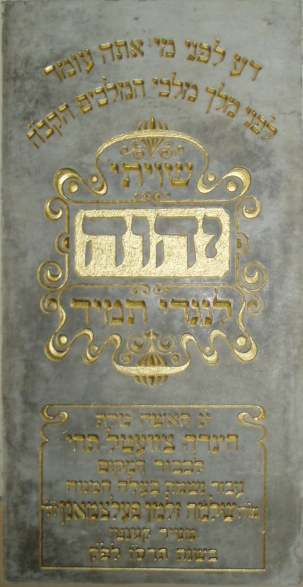
Plaque commémorative

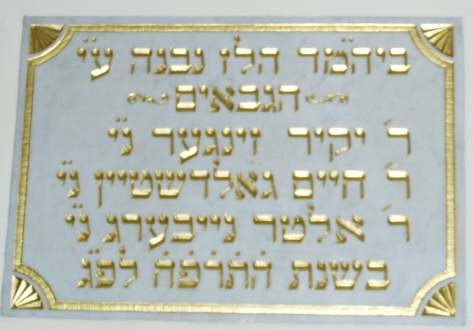
Plaque commémorative

La première date de l'année 1907 et est située sur le côté droit de l'Arche Sainte. Elle ne provient pas de la synagogue Chevra Lomdei Mishnayot. Elle a probablement été placée là par des survivants juifs du camp d'Auschwitz, juste après la Seconde Guerre mondiale:
«  Souviens-toi devant qui tu te tiens. Devant le Roi des rois, au-dessus des rois, le Saint Dieu, que son nom soit sanctifié. Ai toujours Dieu devant toi. 
C'est un don de la femme Hindy Cweth (qu'elle ait une longue vie) pour honorer l'Omniprésent et la mémoire de son défunt mari, notre maître et rabbin Szlomo Zalman Pelcman (que sa mémoire soit bénie) de la ville de Kety, décédé en l'an 667 (=1907), selon le calendrier sommaire. »
.
La seconde, de 1928, est insérée sur le mur de séparation entre la salle de prière et la salle des femmes et célèbre le souvenir des dirigeants de la synagogue. C'est le seul élément authentique de la décoration d'avant la Seconde Guerre mondiale de la synagogue :  
« Cette maison de prières (Beit Ha-Midrash) a été construite à la mémoire des gebbaim (administrateurs et gardiens) de la synagogue: Jakir Singer (Zynger) [qu'il vive longtemps], Chaim Goldstein (Goldsztajn) [qu'il vive longtemps], Alter Neuberg (Nojberg) [qu'il vive longtemps]. En l'année 5688 (=1928) selon le temps intégral.  »
- La synagogue a été inscrite sur la liste des monuments historique sous la référence A-725/97 le 4 août 1997.